# St. Wendelin (Madenhausen)

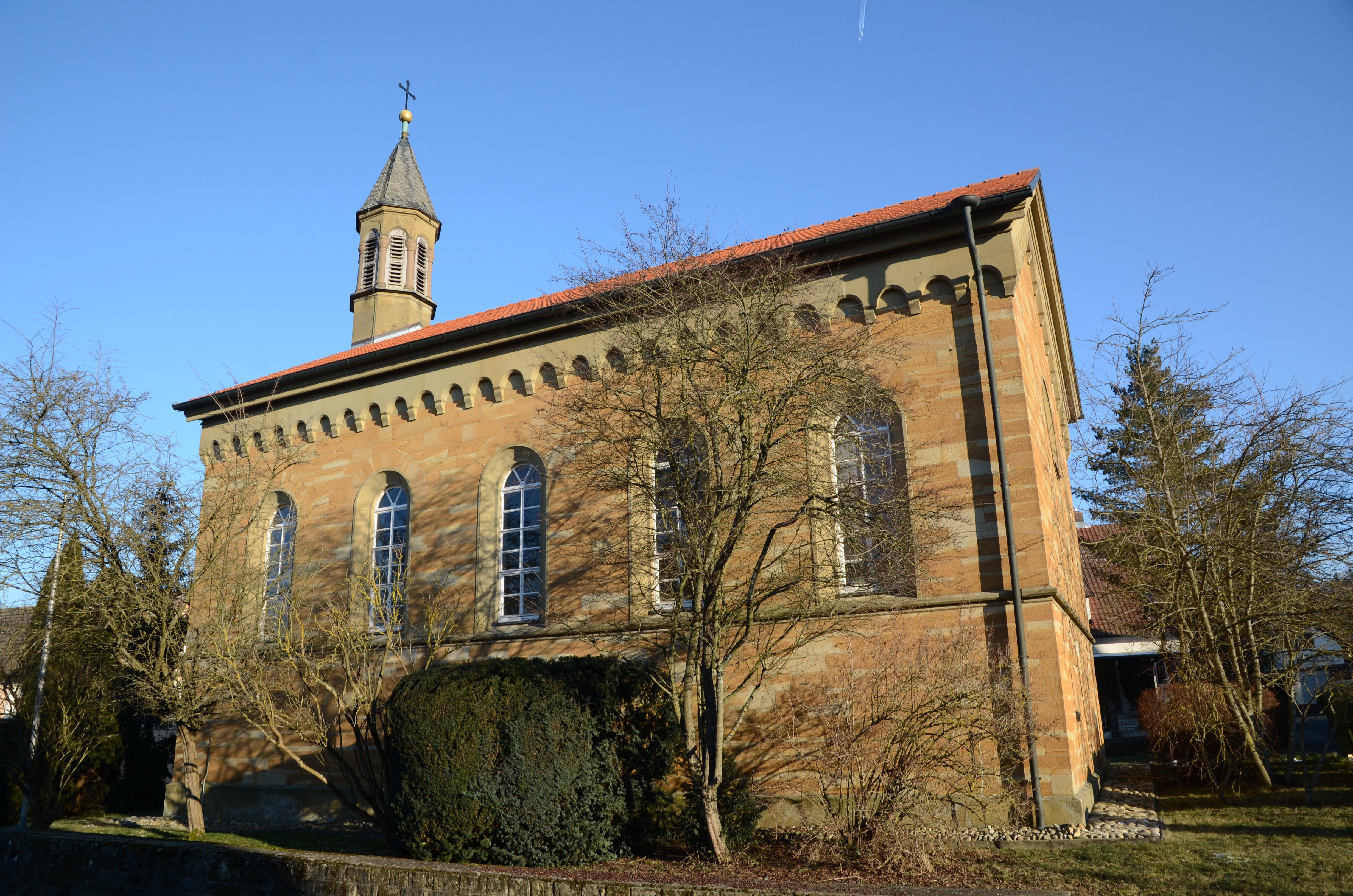
Die Kirche in Madenhausen

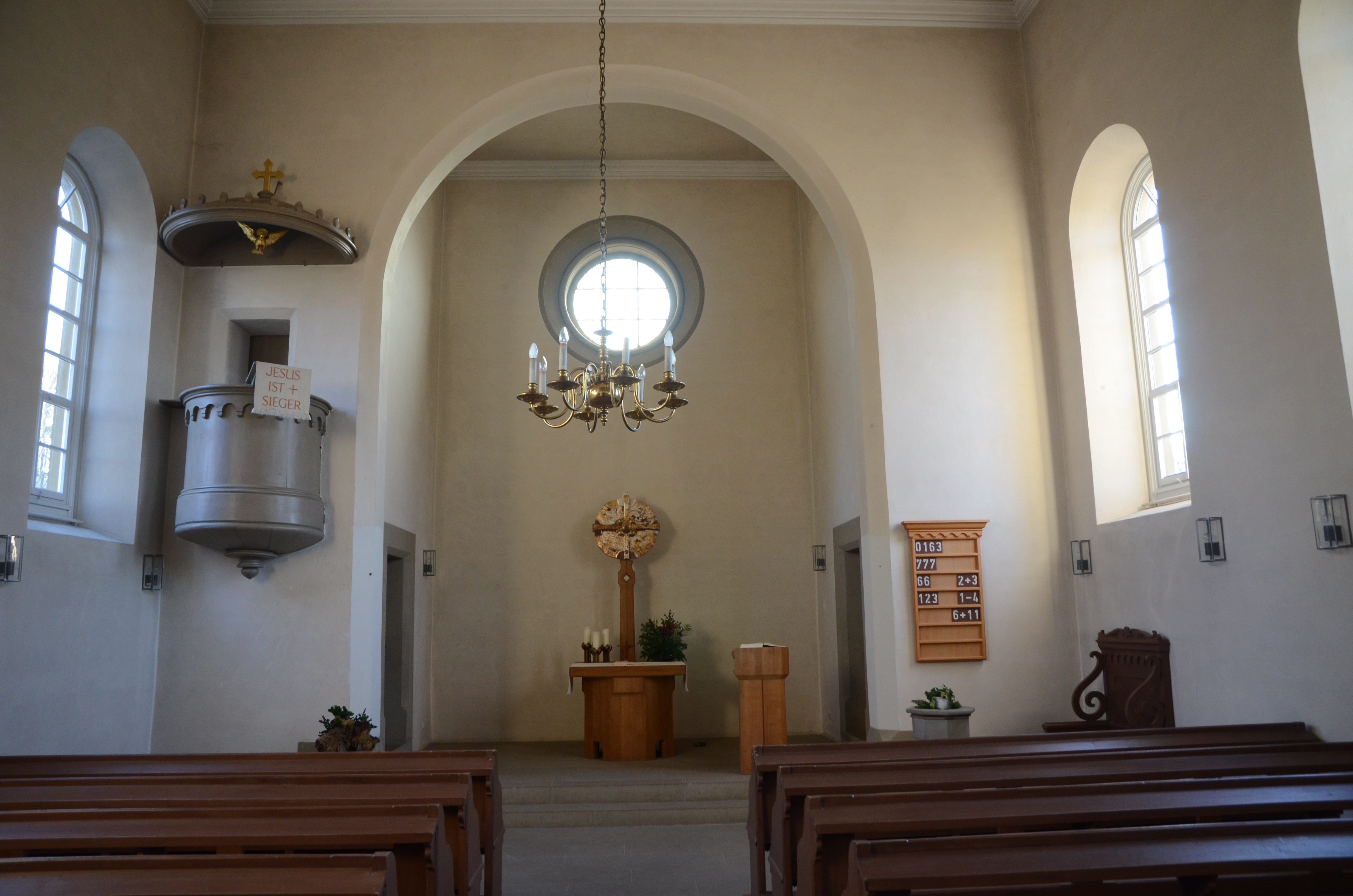
Innenraum der Kirche

Die evangelisch-lutherische Kirche St. Wendelin ist die Pfarrkirche von Madenhausen, einem Ortsteil von Üchtelhausen im unterfränkischen Landkreis Schweinfurt. Sie gehört zu den Baudenkmälern von Üchtelhausen und ist unter der Nummer D-6-78-186-31 in der Bayerischen Denkmalliste registriert. Die Kirchengemeinde gehört zur Pfarrei Zell-Weipoltshausen-Madenhausen im Dekanat Schweinfurt.

## Geschichte
Die erste Kirche in Madenhausen, das ursprünglich zur Pfarrei Maßbach gehörte, stand am Westrand des Dorfes. Wie in Maßbach wurde zwischen 1529 und 1532 die Reformation im Dorf eingeführt. Im Jahr 1834 musste die alte Kirche wegen Baufälligkeit geschlossen werden. 1851 bis 1852 wurde die heutige Kirche durch den Architekten Gottfried von Neureuther im neuromanischen Stil erbaut. Im Jahr 1961 wurde die Kirchengemeinde nach Thundorf umgepfarrt und 1972 mit Zell und Weipoltshausen zur heutigen Pfarrei zusammengeschlossen.

## Beschreibung
Die Kirche ist ein nach Süden ausgerichteter Bau mit fünf Fensterachsen (rundbogige Fenster). Die nördliche Mauer mit dem Portal geht in einen achteckigen Dachreiter über. Über dem Portal befindet sich ebenso wie in der südlichen Mauer ein rundes Fenster. Die Mauern enden oben in einem allseitig umlaufenden Rundbogenfries. Der flachgedeckte Innenraum ist schlicht eingerichtet. Der hölzerne Altar trägt ein Scheibenkreuz. Die Kanzel ist auf der linken Seite des Chorbogens angebracht, der Taufstein steht auf der rechten Seite. An der nördlichen Wand ist die Orgelempore eingebaut.